# SIKON ISAF 6
SIKON ISAF 6 je bil šesti kontingent Slovenske vojske, ki je deloval v sklopu misije ISAF (od avgusta 2006 do februarja 2007).
Poveljnik kontingenta je bil major Slavko Derenčin; nastanjeni so bili v Camp Arena (Herat, Afganistan).

## Zgodovina
Večina kontingenta je delovala v Campu Arena in v mestu Herat.

## Sestava
V kontingentu je delovalo 54 pripadnikov:
- 52 v Heratu in
- 2 na poveljstvu Isafa v Kabulu.